# Solway Firth
El Solway Firth (en gaèlic escocès Tràchd Romhra) és un firth, paraula escocesa per referir-se a fiord, que serveix de frontera entre Escòcia i Anglaterra, i entre els comtats de Cúmbria i Dumfries i Galloway. És part de la Mar d'Irlanda.
La costa és caracteritzada per baixos turons i petites muntanyes i reconeguda com una de les costes més espectaculars de la Gran Bretanya. És una àrea principalment rural, tot i que el turisme està en ascens.

La part nord de la costa anglesa del Solway Firth va ser designada com a Àrea de Bellesa Natural Excepcional (àrea la Costa de Solway) el 1964. La construcció del parc eòlic Robin Rigg va començar el 2007.

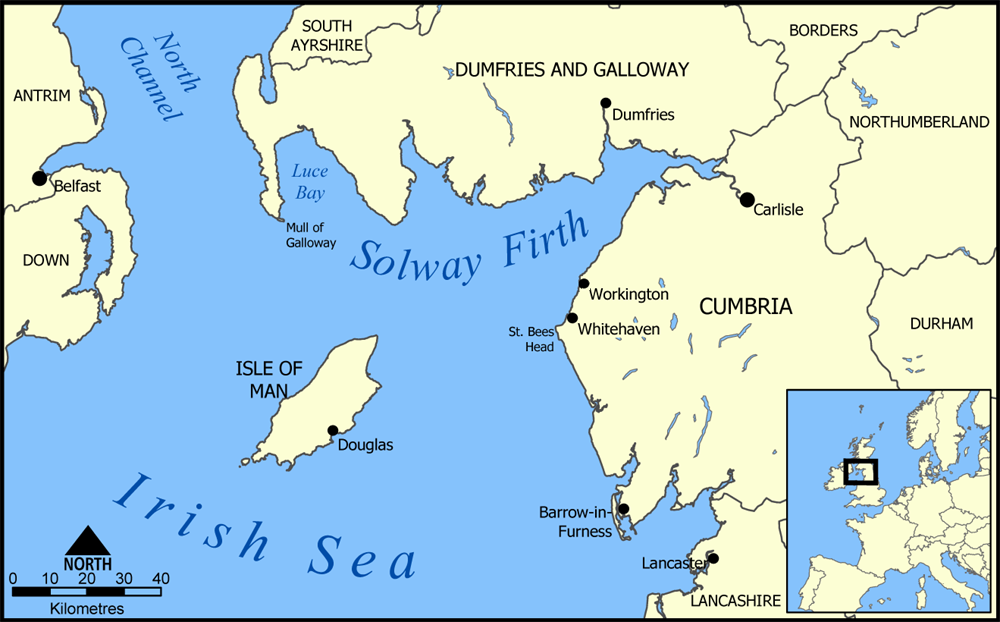
Mapa del Solway Firth.

## Espais protegits
Hi ha més de 290 quilòmetres quadrats de Llocs d'Especial Interès Científic (Site of Special Scientific Interest - SSSI) a la zona del Firth (un dels quals és Salta Moss), així com reserves naturals nacionals, a Caerlaverock i a Cúmbria. Pel costat de Cúmbria, gran part de la costa ha estat designada com a Àrea de Bellesa Natural Excepcional. L'Àrea de Bellesa Natural Excepcional de la costa de Solway té dues seccions separades: la primera va cap a l'oest des del nord de Carlisle fins a Skinburnes; la segona va cap al sud des del llogaret de Beckfoot, passant per Mawbray i Allonby, fins a Crosscanonby.
El 2013, el cuc de bresca i el musclo blau van ser designats com a objectius dels esforços de conservació, i Allonby Bay (una entrada del Solway Firth) es va presentar com a candidata per a ser Zona de Conservació Marina.
Una ruta a peu de llarga distància de 85 km, anomenada Annandale Way, passa per Annandale, des de la font del riu Annan, als turons de Moffat, fins al Solway Firth. Es va inaugurar el setembre de 2009.